# Orthogonius dureli
Orthogonius dureli – gatunek chrząszcza z rodziny biegaczowatych i podrodziny Orthogoniinae.

## Taksonomia
Gatunek ten opisali w 2005 roku Ming-yi Tian oraz Thierry Deuve na podstawie 3 okazów samców. Nazwa gatunkowa nadana na cześć L. Durela, który zebrał okazy.

## Opis
Ciało długości 17 mm i szerokości 7,5 mm, lśniące, czarne do ciemnobrązowego z labrum, nadustkiem, głaszczkami i wierzchołkowymi członami czułków czerwono-brązowymi. Głowa głęboko pomarszczona. Labrum z sześcioma, a nadustek z dwiema szczecinkami. Języczek mały, wąski o dwu szczecinkach. Przyjęzyczki szerokie. Drugi człon głaszczków wargowych z dwiema szczecinkami. Przedplecze poprzeczne, 1,6 raza szersze niż długie. Dołeczki przypodstawowe głębokie. Przednie kąty zaokrąglone, a tylne rozwarte. Pokrywy wypukłe, podłużnie jajowate. Międzyrzędy wypukłe, od 2 do 8 prawie równej szerokości, nieparzyste ze słabym punktowaniem. Na trzecim trzy uszczecinione pory. Środkowy płatek aedeagusa samców wraczej krótki, tęgi, skurczony ku wierzchołkowi. Wierzchołek tępy. Wierzchołkowa krawędź 7 sternitu obrzeżona u samców.

## Występowanie
Gatunek ten jest endemitem Bhutanu.